# Cómo entrenar a tu dragón (película de 2025)
Cómo entrenar a tu dragón (en inglés How to Train Your Dragon) es una película estadounidense de acción y fantasía de 2025 producida por Marc Platt Productions y distribuida por Universal Pictures. Se trata de una adaptación de acción real de la película animada de DreamWorks Animation de 2010 del mismo nombre, que a su vez está basada libremente en el libro de 2003 del mismo nombre de Cressida Cowell. Está escrita, coproducida y dirigida por Dean DeBlois, quien también escribió y dirigió la trilogía de películas animadas. La película está protagonizada por Mason Thames, Nico Parker, Nick Frost, Julian Dennison, Gabriel Howell, Bronwyn James, Harry Trevaldwyn y Ruth Codd, con Gerard Butler retomando su papel de Estoico el Vasto de las películas animadas.
Los planes para una nueva versión en vivo de Cómo entrenar a tu dragón de 2010 se anunciaron en febrero de 2023, con DeBlois regresando para escribir, dirigir y producir, mientras que John Powell, que trabajó en la trilogía original, también volvió a componer la música de la película. Thames y Parker se unieron al elenco en mayo de 2023, y el elenco adicional se reveló en enero de 2024. El rodaje comenzó a finales de ese mes en Belfast, Irlanda del Norte, y concluyó en mayo.
Cómo entrenar a tu dragón se estrenó en CinemaCon el 2 de abril de 2025 y Universal Pictures la estrenó en Estados Unidos el 13 de junio. La película recibió críticas generalmente positivas y ha recaudado 626,3 millones de dólares en todo el mundo, convirtiéndose en la quinta película más taquillera de 2025. Está previsto que el 11 de junio de 2027 se estrene una secuela basada en la segunda película de la trilogía.

## Argumento
Los dragones atacan con frecuencia la aldea vikinga de Berk, robando ganado y poniendo en peligro a los aldeanos. Hipo Horrendo Abadejo III, el joven marginado de 16 años, hijo del cacique Estoico el Inmenso, está aprendiendo herrería con Bocón, creando dispositivos mecánicos para superar su debilidad física, aunque a menudo causan desastres. Durante una reciente incursión de dragones, Hipo derriba a un dragón raro llamado Furia Nocturna con un lanzabolas, pero nadie lo cree. Decidido a demostrar su valía, se adentra en el bosque para matar a la Furia Nocturna a la que disparó. Sin embargo, cuando encuentra a la criatura atrapada y la ve indefensa, duda en atacar y finalmente la libera, sorprendiéndose a sí mismo cuando el dragón lo perdona antes de huir.
Mientras tanto, Estoico reúne a su flota para encontrar y destruir el nido de los dragones y, convencido por Bocón, inscribe a Hipo en una clase de lucha contra dragones con vikingos más jóvenes: Patapez, Mocoso, los gemelos Chusco y Brusca, y Astrid, de quien Hipo está enamorado. Sus compañeros lo reprenden por ser el hijo del jefe, y tiene dificultades en clase. Hipo regresa al bosque y encuentra al Furia Nocturna atrapado en una cueva, incapaz de volar porque las boleadoras de Hipo le arrancaron la mitad de la aleta caudal. Hipo se hace amigo del dragón, llamándolo "Toothless" ("Desdentao", en España; "Chimuelo" en Hispanoamérica) por sus dientes retráctiles, y construye un arnés y una aleta protésica que le permiten volar con Hipo montado en su lomo para guiarlo.
Hipo aprende el comportamiento de dragón de Toothless, teniendo éxito en su entrenamiento y ganándose la admiración de sus compañeros, pero despertando las sospechas de Astrid. La flota de Estoico no logra destruir el nido de los dragones y es destruida al regresar, incapaz de localizar el nido debido a su terreno rocoso. Al enterarse de que debe matar a un dragón para su examen final, Hipo intenta huir con Toothless, pero Astrid los descubre. La lleva en un vuelo para demostrarle que Toothless es amigable. Durante el vuelo, el dragón se siente atraído por el nido de un dragón donde un dragón enorme, la Muerte Roja, ordena a dragones más pequeños que lo alimenten para evitar ser devorados. Al darse cuenta de que los dragones atacan Berk para sobrevivir, Astrid quiere informar a la aldea, pero Hipo le aconseja que no lo haga para proteger a Toothless.
En su examen final, Hipo se enfrenta a un dragón cautivo, Pesadilla Monstruosa, pero quiere demostrar que los dragones pueden ser pacíficos. Sin embargo, Estoico, con impaciencia, enfurece al dragón, lo que lleva a Toothless a proteger a Hipo, pero es capturado. Enfurecido, Estoico confronta a Hipo sobre Toothless y su engaño, hasta que Hipo revela involuntariamente que solo Toothless conoce la ubicación del nido de los dragones. Sintiéndose traicionado, Estoico lo repudia y se dirige al nido con Toothless guiando a los vikingos, acusando a Hipo de aliarse con los dragones, pero se arrepiente sombríamente. Hipo se siente avergonzado, pero Astrid lo ayuda a darse cuenta de que perdonó a Toothless por compasión a los dragones. Recuperando la confianza, Hipo enseña a sus amigos a hacerse amigos de los dragones de entrenamiento, y persiguen a sus compañeros de tribu.
Estoico y sus vikingos localizan y abren el nido del dragón, despertando a la Muerte Roja, que los domina fácilmente. Los jinetes de dragón distraen al monstruo dragón gigante mientras Hipo intenta liberar a Toothless; Estoico rescata a Hipo y a Toothless y se disculpa con ellos por no haberlos escuchado. En una feroz batalla en el aire, Toothless e Hipo destruyen las membranas de las alas de la Muerte Roja y disparan un rayo de plasma cuando la Muerte Roja está a punto de encender su aliento de fuego. La Muerte Roja se estrella contra el suelo, matándola en la explosión resultante. Al escapar de la explosión, Hipo es derribado y cae inconsciente en la explosión. Toothless salva a Hipo, pero pierde el pie izquierdo.
Más tarde, Hipo despierta en Berk y ve dragones viviendo pacíficamente en la aldea. Bocón fabrica nuevas prótesis para él y Toothless. Hipo es ahora admirado, y Astrid inicia una relación con él.

## Reparto
| Actor            | Personaje                 | Descripción |
| ---------------- | ------------------------- | --- |
| Mason Thames     | Hipo Horrendo Abadejo III | El inseguro hijo de Estoico el Vasto.                                                                                 |
| Nico Parker      | Astrid Hofferson          | Compañera de estudios de Hipo en el entrenamiento de lucha contra dragones y su interés amoroso.                      |
| Gerard Butler    | Estoico el Inmenso        | El jefe de Berk y el padre de Hipo.                                                                                   |
| Nick Frost       | Bocón                     | El herrero de Berk, un amigo cercano de Estoico y maestro de los jóvenes reclutas luchadores de dragones de la tribu. |
| Gabriel Howell   | Mocoso Jorgenson          | Primo de Hipo. |
| Julian Dennison  | Patapez Ingerman          | Mejor amigo de Hipo.                                                                                                  |
| Harry Trevaldwyn | Chusco Thorston           | Hermano mellizo de Brutilda.                                                                                          |
| Bronwyn James    | Brusca Thorston           | Hermana melliza de Brutacio.                                                                                          |
| Ruth Codd        | Phlegma la Feroz          | Miembro de la aldea vikinga.                                                                                          |

## Producción

### Desarrollo
En febrero de 2023, se informó que una adaptación en vivo de la película Cómo entrenar a tu dragón de DreamWorks Animation de 2010, que se basó libremente en la serie de libros homónima de Cressida Cowell, estaba en desarrollo en Universal Pictures, con Dean DeBlois dirigiendo, escribiendo y produciendo la película después de escribir y dirigir previamente las entradas animadas, y Marc Platt y Adam Siegel se unieron como coproductores. Ese mismo mes, John Powell reveló que estaba listo para componer la música de la película, después de haber compuesto previamente la música de la película original y sus secuelas. 

### Casting
En mayo de 2023, se anunció que Mason Thames y Nico Parker habían sido elegidos para interpretar a Hipo y Astrid respectivamente.  En enero de 2024, Gerard Butler fue elegido para repetir su papel de Estoico de las películas animadas, con Nick Frost, Julian Dennison, Gabriel Howell, Bronwyn James y Harry Trevaldwyn uniéndose al elenco más tarde ese mismo mes, quienes fueron elegidos para interpretar a Bocón, Patapez, Mocoso, Ruffnut y Tuffnut, respectivamente. En marzo, Ruth Codd se unió al elenco de la película que interpreta a Phlegma.

### Rodaje
La fotografía principal estaba originalmente programada para comenzar en julio de 2023 en Belfast, Irlanda del Norte, antes de que se pospusiera debido a la huelga SAG-AFTRA de 2023. Una vez concluida la huelga, las pruebas de pantalla se programaron para diciembre de 2023, con planes de comenzar la producción a mediados o finales de enero de 2024. El rodaje comenzó el 15 de enero de 2024 y finalizó el 16 de mayo. Bill Pope actuó como director de fotografía. La producción se realizó con un uso intensivo de conjuntos prácticos. 

### Efectos visuales
Framestore proporciona los efectos visuales de la película, con Christian Manz como supervisor de producción VFX. 

### Futura secuela
Tras las buenas criticas, el 2 de abril de 2025, en la CinemaCon, Universal Pictures anunció que se estaba desarrollando una nueva versión en acción, aclaro que se estrenara una secuela para el 11 de junio de 2027, estará basada en secuela homónima.

## Estreno
Universal Pictures estrenó Cómo entrenar a tu dragón el 13 de junio de 2025. Anteriormente, su lanzamiento estaba programado para el 14 de marzo de 2025, pero se retrasó hasta su fecha de lanzamiento actual debido a la huelga SAG-AFTRA de 2023.

## Recepción

### Taquillas
Hasta el 18 de agosto de 2025, Cómo entrenar a tu dragón ha recaudado 262,0 millones de dólares en Estados Unidos y Canadá, y 364,3 millones de dólares en otros territorios, para un total mundial de 626,3 millones de dólares.
En Estados Unidos y Canadá, la película se estrenó junto con Materialists y se proyectó que recaudaría entre 65 y 80 millones de dólares en 4000 salas en su primer fin de semana. La película recaudó 35,6 millones de dólares en su primer día, incluyendo 11,1 millones en preestrenos. Posteriormente, su debut recaudó 83,7 millones de dólares, encabezando la taquilla y marcando el mejor estreno de la saga. Fue el cuarto fin de semana de estreno con mayor recaudación de 2025 hasta ese momento, detrás de A Minecraft Movie, Lilo & Stitch y Captain America: Brave New World.

### Respuesta crítica
En el sitio web recopilador de reseñas Rotten Tomatoes, el 77 % de las 199 reseñas de los críticos son positivas. El consenso del sitio web dice: «Creada con una fidelidad amorosa al clásico animado por el codirector original Dean DeBlois, Cómo entrenar a tu dragón no supera a la primera versión, pero aun así alcanza cotas encantadoras por sí sola». Metacritic, que utiliza un promedio ponderado, le asignó a la película una puntuación de 61 sobre 100, basándose en 43 críticos, lo que indica reseñas «generalmente favorables». El público encuestado por CinemaScore le dio a la película una calificación promedio de «A» en una escala de A+ a F, igual que la película animada original, mientras que los encuestados por PostTrak le dieron una puntuación general positiva del 94 %, y el 83 % afirmó que definitivamente la recomendaría.
Brandon Yu, de The New York Times, le dio a la película una crítica positiva y dijo: «Este remake en acción real de la película animada de 2010 es fiel a la original. El resultado es emocionante por momentos, aunque un tanto mecánico». Dessi Gomez, de Deadline Hollywood, también le dio a la película una crítica positiva y dijo: «Si bien se modificaron ciertos detalles en escenas específicas y se cambiaron sutilmente algunos diálogos para enriquecer la historia, la nueva versión sigue la estructura de tres actos de la trama original a la perfección». Helen O'Hara, de Empire Magazine, le dio a la película tres estrellas de cinco y dijo: «Está claramente hecha con verdadero amor y cuidado, pero muestra demasiada deferencia hacia su progenitora. Incluso en un remake, necesitamos más originalidad y menos repetición de los éxitos».
Radheyan Simonpillai, de The Guardian, le dio a la película dos estrellas de cinco y comentó: «DreamWorks intenta tener éxito con el modelo de remake de acción real de Disney, pero se queda corto». Brian Tallerico, de RogerEbert.com, le dio a la película dos estrellas de cuatro y escribió: «La nueva versión de Cómo entrenar a tu dragón no supera en nada a la original. No es tan desangelada como los peores remakes de acción real».

## Secuela
El 2 de abril de 2025, en la CinemaCon, Universal Pictures anunció que se estaba desarrollando una nueva versión en acción real de la segunda película de la trilogía animada original, Cómo entrenar a tu dragón 2. Su estreno está previsto para el 11 de junio de 2027.